# لن داوسن
لن داوسن (انگلیسی: Len Dawson; ۲۰ ژوئن ۱۹۳۵ – ۲۴ اوت ۲۰۲۲) بازیکن فوتبال آمریکایی، و گزارشگر ورزشی اهل ایالات متحده آمریکا بود. از باشگاه‌هایی که در آن بازی کرده‌است می‌توان به پیتسبرگ استیلرز، کانزاس سیتی چیفس، و کلیولند براونز اشاره کرد.